# Sidlovics Gábor
Sidlovics Gábor (Nagykanizsa, 1976. május 5. –) zenész, a Zanzibar és a Tankcsapda volt gitárosa.

## Élete
1999-ben többedmagával megalapította a Zanzibar együttest. 2006-ban létrehozta a Mafia nevű, metalzenét játszó együttesét, amely gyakran fellépett a Tankcsapda előzenekaraként. 2012-ben kilépett a Zanzibarból és a Tankcsapdából távozó Cseresznye helyét átvéve a Tankcsapda gitárosa lett. A Tankcsapdából 2025-ben lépett ki.

## Zenekarai
- Zanzibar (1999–2012) – gitár
- Mafia (2006–2009) – gitár
- Tankcsapda (2012–2025) – gitár

## Diszkográfia

### Zanzibar
- 2001 – Nem vagyok tökéletes
- 2002 – Ugyanaz vagyok
- 2004 – Az igazi nevem
- 2005 – Új napra ébredsz
- 2008 – Őrangyal
- 2009 – 10 éves nagykoncert 1999-2009
- 2011 – Ádám keresi Évát
- 2012 – Best of 1999-2012 (a válogatáslemez megjelenésekor már nem volt tagja az együttesnek)

### Mafia
- 2008 – Aki mindent lát

### Tankcsapda
- 2012 – Rockmafia Debrecen
- 2013 – Igazi hiénák
- 2014 – Urai vagyunk a helyzetnek
- 2019 – Liliput Hollywood